# اغيل اوميان (اهل الدولة)
اغيل أوميان هو دُوَّار يقع بجماعة كلدمان، إقليم تازة، جهة فاس مكناس في المملكة المغربية. ينتمي الدوّار لمشيخة اهل الدولة التي تضم 13 دوار. يقدر عدد سكانه بـ 612 نسمة حسب الإحصاء الرسمي للسكان والسكنى لسنة 2004.

## روابط خارجية
- البوابة الوطنية للجماعات الترابية
- المندوبية السامية للتخطيط